# Mandibola
La mandibola è un osso dello splancnocranio, impari e mediano.
Il termine negli uccelli si riferisce ad entrambe le sezioni, superiore ed inferiore, che costituiscono il becco; in questo caso la mandibola inferiore corrisponde alla mandibola dell'uomo, mentre la mandibola superiore è funzionalmente equivalente alla mascella, ma consiste prevalentemente delle ossa premascellari. Al contrario, nei pesci ossei, è detta mascella inferiore. Il processo alveolare inferiore della mandibola ospita l'arcata dentaria inferiore ed è chiamato anche arco mandibolare.

## Aspetto
È l'unico osso provvisto di un'articolazione mobile della faccia, l'articolazione temporo-mandibolare. Talvolta è detta mascella inferiore, per distinguerla dalla mascella per antonomasia.
La mandibola è costituita da un corpo e due rami o branchie

### Corpo
Il corpo ha una forma di ferro di cavallo, presenta due facce, antero-laterali(esterna) e postero-mediale (interna), e due margini, superiore ed inferiore.
La faccia laterale è marcata lungo la linea mediana da una leggera cresta, che indica la sinfisi mentoniera, la linea di giunzione delle due porzioni da cui l'osso è costituito nella fase iniziale della vita. Questa cresta divide e racchiude in basso una eminenza triangolare, la protuberanza mentale, la cui base è depressa nel centro ma rilevata su entrambi i lati, a formare i tubercoli mentali.
Da entrambi i lati della sinfisi, appena sotto l'incisivo, si osserva una depressione, la fossa incisiva, che dà origine al muscolo mentale e ad una piccola porzione del muscolo orbicolare della bocca. Al di sotto del secondo premolare, da entrambi i lati, a metà tra il margine superiore e quello inferiore, si ha il foro mentale, apertura all'esterno del canale mandibolare, per il passaggio del nervo mentale e dei vasi omonimi. Le radici dei denti creano sul corpo della mandibola dei rilievi verticali detti juga alveolaria, visibili soprattutto all'altezza degli incisivi e dei canini.
Da ogni tubercolo mentale si diparte un'altra leggera cresta, che si porta posteriormente e cranialmente, la linea obliqua, che si continua nel margine anteriore del ramo della mandibola. Essa dà origine al muscolo depressore del labbro inferiore (o quadrato del labbro inferiore) e al muscolo depressore dell'angolo della bocca (o triangolare). Il platisma si attacca appena al di sotto di essa.
La faccia mediale è concava da parte a parte. Vicino alla porzione inferiore della sinfisi, si hanno due spine ossee simmetriche, dette apofisi geniene, che danno origine al muscolo genioglosso. Immediatamente al di sotto di queste si ha un altro piccolo paio di spine, o spesso una cresta mediana per l'origine del muscolo genioioideo. In alcuni casi le spine mentali sono fuse a formare una singola eminenza, in altri sono assenti e la loro posizione è semplicemente indicata da un'irregolarità della superficie ossea. Al di sopra delle apofisi geniene talvolta è possibile osservare un foro e canale mediani, che marcano la linea di unione delle due metà originarie dell'osso. Al di sotto delle spine mentali, da entrambi i lati della linea mediana, è posta una depressione ovale per l'inserzione del ventre anteriore del muscolo digastrico.
Dalla porzione inferiore della sinfisi, sempre internamente, si estende dorso-cranialmente la linea miloioidea, che dà origine al muscolo miloioideo. La porzione posteriore di questa linea, vicino al margine alveolare, dà attacco ad una piccola porzione del muscolo costrittore superiore della faringe, e al rafe pterigomandibolare. Al di sopra della parte anteriore di questa linea si ha un'area triangolare liscia, detta fossetta sottolinguale, contro cui si appoggia la ghiandola omonima. Subito al di sotto della porzione posteriore della linea miloioidea si ha un'altra fossetta (sottomandibolare), anch'essa ovale e liscia, per la ghiandola omonima.
Il margine superiore, o alveolare, più ampio posteriormente, presenta le cavità alveolari, per permettere l'articolazione in gonfosi con i denti dell'arcata dentaria inferiore. Tali cavità sono sedici di numero e sono variabili per dimensione e profondità a seconda della dimensione e della forma delle radici del dente che devono accogliere. Dal bordo esterno, da entrambi i lati, origina il muscolo buccinatore, non più avanti del primo molare.
Il margine inferiore è arrotondato, più lungo del superiore, e più spesso anteriormente. Nel punto in cui si unisce al margine inferiore del ramo della mandibola, può essere presente un solco superficiale, per il decorso dell'arteria facciale.

### Rami
Dal corpo si diramano le branche o rami della mandibola, che hanno una forma quadrangolare. Esse formano con il corpo un angolo goniaco di circa 115°. Presentano due facce, mediale e laterale, e quattro margini (superiore, inferiore, posteriore ed anteriore). Da ciascuna branca sporgono due processi, detti condiloideo e coronoideo.
La faccia laterale è piatta e marcata da creste oblique nella sua porzione inferiore, dando inserzione praticamente lungo tutta la propria lunghezza al massetere.
La faccia mediale presenta pressoché al suo centro l'apertura posteriore del canale mandibolare, in cui penetrano i vasi e il nervo alveolare inferiore. Il margine di tale apertura è irregolare e presenta anteriormente una cresta prominente, sormontata da una spina aguzza, detta spina dello Spix o lingula mandibularis. Essa permette l'attacco del legamento sfenomandibolare. Nella sua porzione posteroinferiore si ha un'incisura da cui decorre il solco miloioideo, che ospita i vasi e il nervo omonimi. Dietro a questo canale si ha una superficie accidentata, per l'inserzione del muscolo pterigoideo interno.
Il canale mandibolare decorre obliquamente nel ramo della mandibola, portandosi anteroventralmente, e quindi orizzontalmente in avanti nel corpo, dove è posto sotto agli alveoli e comunica con essi attraverso piccole aperture. Quando raggiunge il dente incisivo, si riporta indietro per comunicare con il forame mentoniero, dando due piccoli canali che si portano nelle cavità che contengono le radici degli incisivi. Nei due terzi posteriori dell'osso il canale è situato più vicino alla superficie interna, e nel terzo anteriore a quella esterna.
Il margine inferiore del ramo della mandibola è spesso, dritto, e continua con il margine inferiore del corpo dell'osso. Al suo incontro con il margine posteriore forma l'angolo della mandibola (presso cui si ha il punto craniometrico gonion), che è marcato da creste ruvide ed oblique da entrambi i lati, per l'attacco del massetere lateralmente e lo pterigoideo interno medialmente. Il legamento stilomandibolare è attaccato all'angolo tra questi due muscoli.
Il margine anteriore è sottile verso l'alto e più spesso verso il basso, continuandosi con la linea obliqua.
Il margine posteriore è spesso, liscio e arrotondato, ricoperto dalla ghiandola parotide.
Il margine superiore è sottile ed è sormontato da due processi: il processo coronoideo anteriormente e il processo condiloideo posteriormente, separati da una profonda incisura, detta incisura mandibolare o sigmoidea o semilunare. Essa è incrociata dai vasi e dal nervo masseterino.
Il processo coronoideo è un'eminenza sottile, triangolare, che varia per forma e dimensioni da individuo ad individuo. Il suo margine anteriore è convesso e si continua in basso con quello della branca mandibolare. Quello posteriore è concavo, e forma il confine anteriore dell'incisura sigmoidea. La superficie laterale, liscia, dà inserzione ai muscoli temporale e massetere. La superficie mediale dà anch'essa inserzione al temporale e presenta una cresta che incomincia presso l'apice del processo e si porta anteroinferiormente al margine interno dell'ultimo molare. Tra questa cresta e il margine anteriore è posta un'area triangolare solcata, di cui la parte superiore dà attacco al temporale, mentre la parte inferiore ad alcune fibre del buccinatore.
Il processo condiloideo è più spesso di quello coronoideo e consiste di due porzioni, il condilo e la porzione ristretta che lo sostiene, il collo. Il condilo presenta una superficie articolare, che si articola con il disco articolare dell'articolazione temporomandibolare. È convesso anteroposteriormente e lateromedialmente, e si estende maggiormente nella sua superficie posteriore rispetto a quella anteriore. Il suo asse maggiore è diretto medialmente e leggermente indietro, e se prolungato virtualmente fino a raggiungere il piano sagittale mediano, incontra quello del condilo opposto vicino al margine anteriore del gran forame occipitale. All'estremità laterale del condilo è posto un piccolo tubercolo per l'attacco del legamento temporomandibolare.
La superficie articolare del condilo è ricoperta da tessuto fibroso e si interfaccia con un disco (o menisco) articolare di tessuto fibroso avascolare, non innervato (collagene, fibroblasti). Quando la bocca è chiusa, il menisco è circondato superomedialmente dalla fossa glenoidea del temporale. Quando la bocca è nella sua massima apertura, il menisco è spostato anteroinferiormente lungo la pendenza della porzione inferiore dell'osso temporale, verso il tubercolo (o eminenza) articolare, in modo tale che possa rimanere interposto tra il condilo e l'osso temporale in tutte le posizioni possibili della mandibola.
Il collo è appiattito posteriormente e rinforzato da creste che si portano verso il basso dalle porzioni anteriori e laterali del condilo. La sua superficie posteriore è convessa, quella anteriore presenta una depressione per l'attacco del muscolo pterigoideo esterno.

## Ossificazione
La mandibola umana si ossifica nella membrana fibrosa che ricopre le superfici esterne della cartilagine di Meckel (destra e sinistra). Queste costituiscono la barra cartilaginea dell'arco mandibolare.
Le loro estremità prossimali o craniali sono connesse con le capsule auricolari, e le loro estremità distali sono unite una all'altra alla sinfisi da tessuto mesodermico. Si portano avanti immediatamente al di sotto dei condili e quindi si piegano verso il basso, situandosi in un solco vicino al margine inferiore dell'osso. Davanti ai canini si inclinano verso l'alto a formare la sinfisi.
L'ossificazione, di tipo mantellare, ha luogo presso la membrana che ricopre la superficie esterna della parte terminale ventrale della cartilagine di Meckel, e ogni metà dell'osso è formata da un singolo centro che appare vicino al foro mentale attorno alla sesta settimana di vita fetale.
Entro la decima settimana la porzione della cartilagine di Meckel che è situata in basso e dietro all'incisivo è circondata ed invasa dall'osso della membrana.
Più tardi, compaiono nuclei accessori di cartilagine:
- un nucleo a forma di cuneo nel processo condiloideo, che si estende in basso attraverso la branca
- una sottile striscia lungo il margine anteriore del processo coronoideo;
- nuclei più piccoli nella porzione anteriore di entrambi i muri alveolari e lungo la porzione anteriore del margine inferiore dell'osso.

Questi nuclei accessori non posseggono centri di ossificazione separati, ma sono invasi dal circostante osso membranoso e ne sono inglobati. La porzione prossimale della cartilagine condiloidea permane presso l'inserzione della capsula articolare e scompare completamente entro i 30 anni di età. Il bordo alveolare interno, solitamente descritto come se originasse da un centro di ossificazione differente, detto centro spleniale, è formato nella mandibola umana da una porzione sviluppatasi all'interno dalla massa principale dell'osso.
Alla nascita l'osso consiste di due porzioni, unite da una sinfisi fibrosa, in cui l'ossificazione completa ha luogo tra il primo e il terzo anno di vita extrauterina.

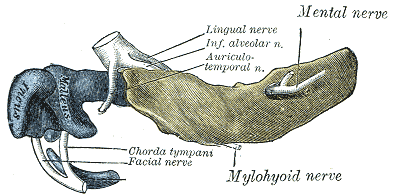
Mandibola di embrione umano lungo 24 mm. Aspetto esterno
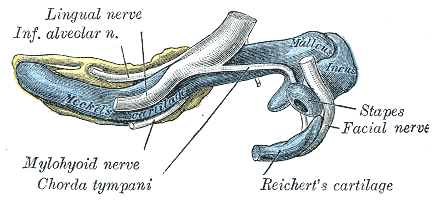
Mandibola di embrione umano lungo 24 mm. Aspetto interno
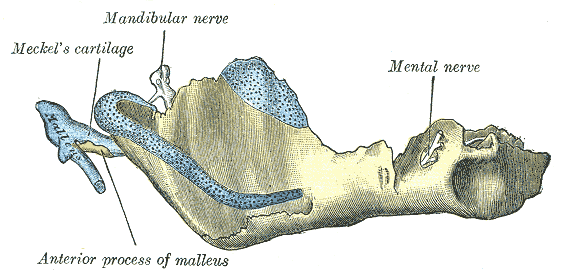
Mandibola di embrione umano lungo 95 mm. Aspetto esterno. I nuclei di cartilagine sono colorati in blu e puntinati
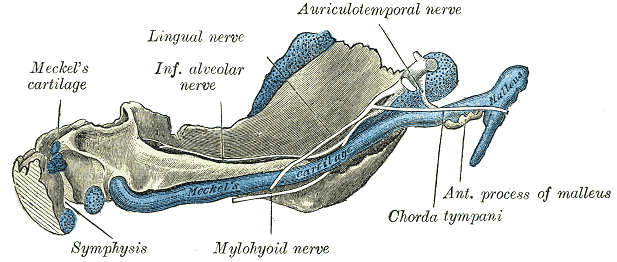
Mandibola di embrione umano lungo 95 mm. Aspetto interno. I nuclei di cartilagine sono colorati in blu e puntinati

## Patologie umane
Un quinto delle lesioni facciali comprende frattura della mandibola. Le fratture mandibolari sono spesso accompagnate da una frattura gemella controlaterale (ossia, dal lato opposto).

### Eziologia

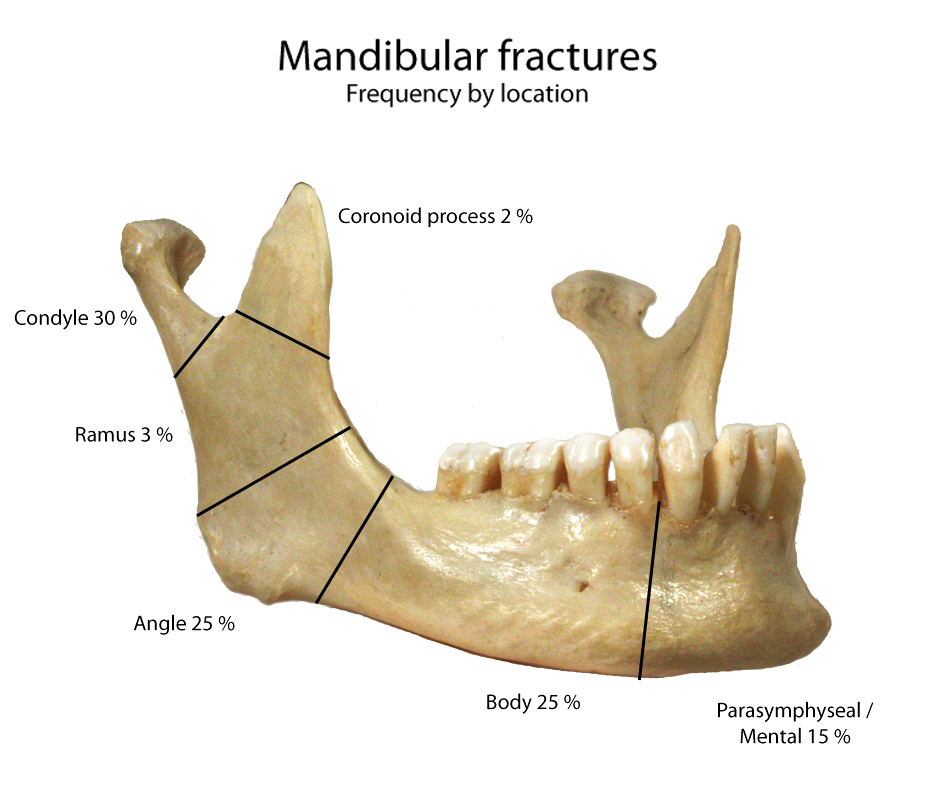
Frequenza per localizzazione

- Incidente su mezzo motorizzato – 40%
- Violenza – 40%
- Caduta – 10%
- Sport – 5%
- Altro – 5%

### Localizzazione
- Condilo– 30%
- Angolo– 25%
- Corpo – 25%
- Sinfisi – 15%
- Ramo – 3%
- Processo coronoideo – 2%

La mandibola può essere slogata anteriormente e verso il basso (normalmente chiamata sublussazione della mandibola), ma molto raramente posteriormente.

## Ulteriori immagini

Rappresentazione tridimensionale della mandibola (in rosso) nel cranio umano.
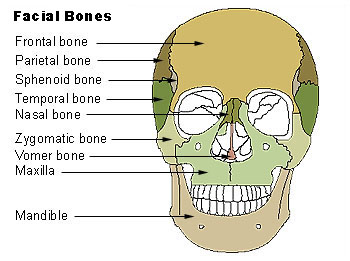
Ossa della faccia
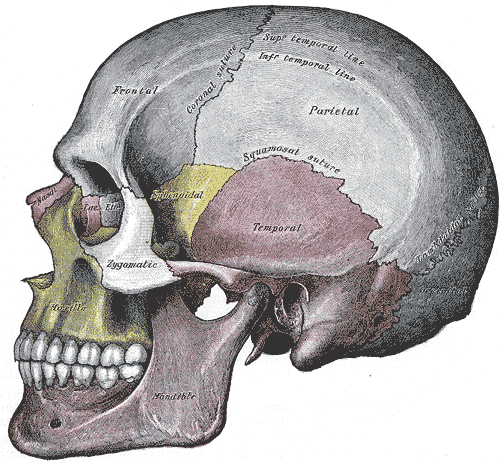
Veduta laterale del cranio.
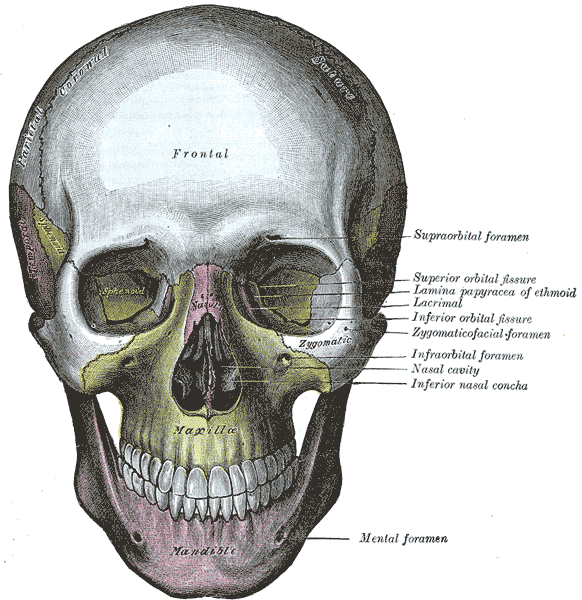
Veduta frontale del cranio.
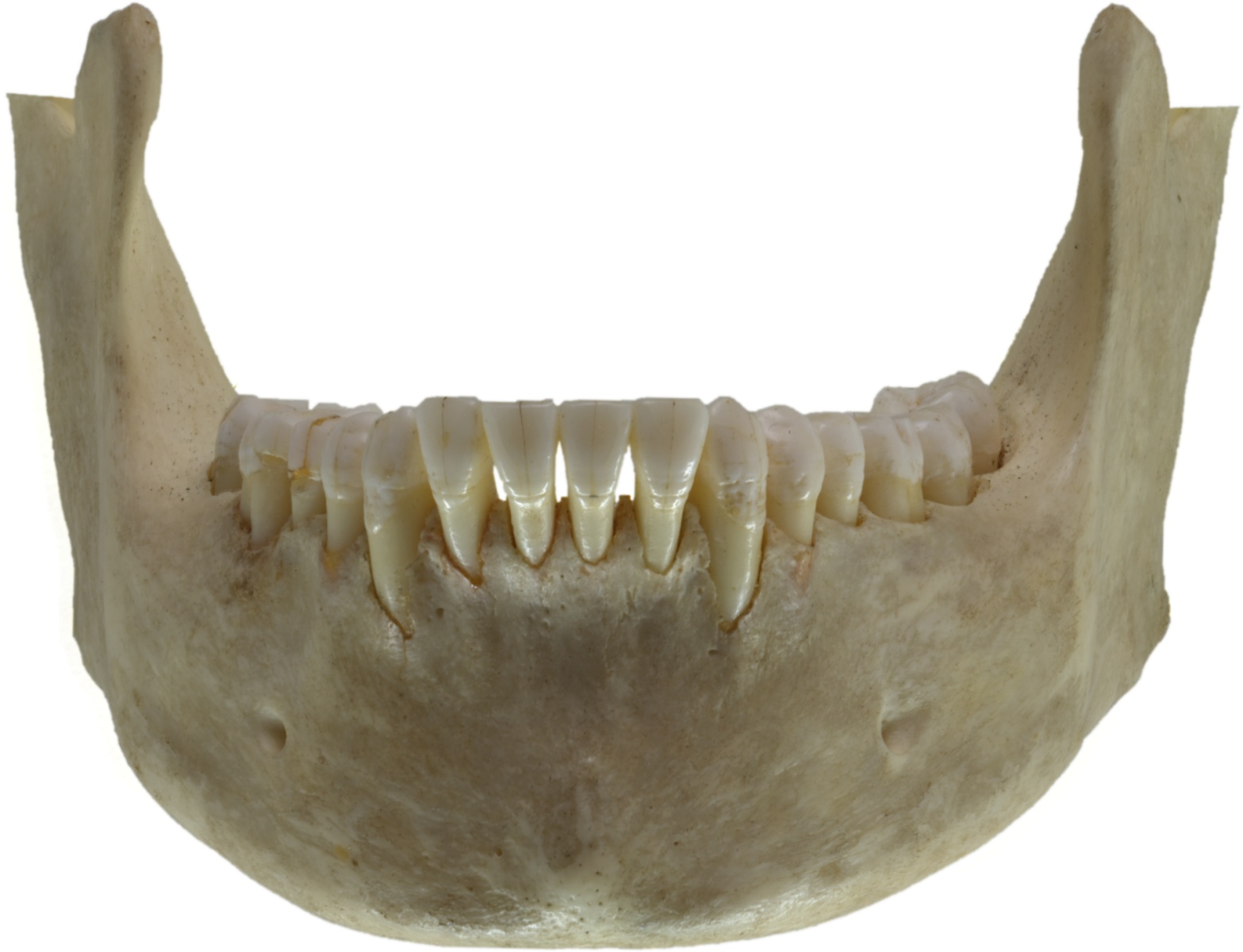
Vista frontale
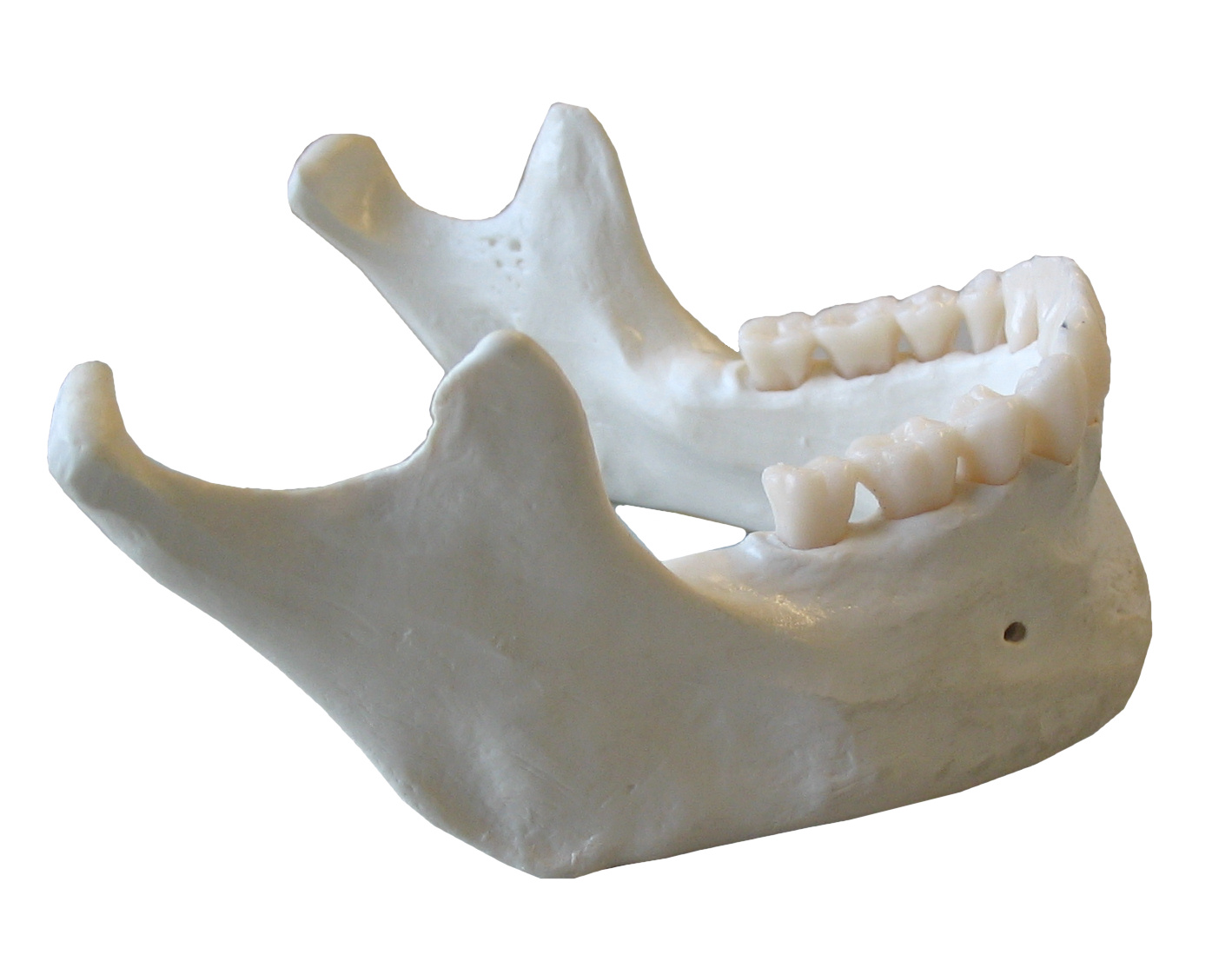
Vista anterolaterale
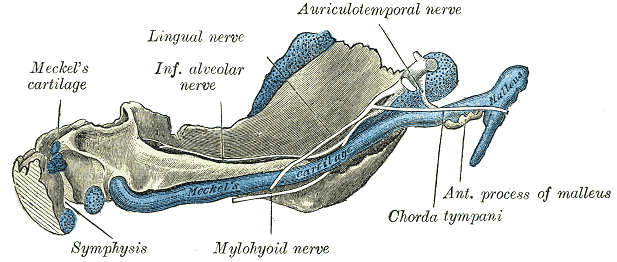
Mandibola di embrione umano, lunga 95 mm. Aspetto interno. Nuclei cartilaginei in blu

## Negli altri animali

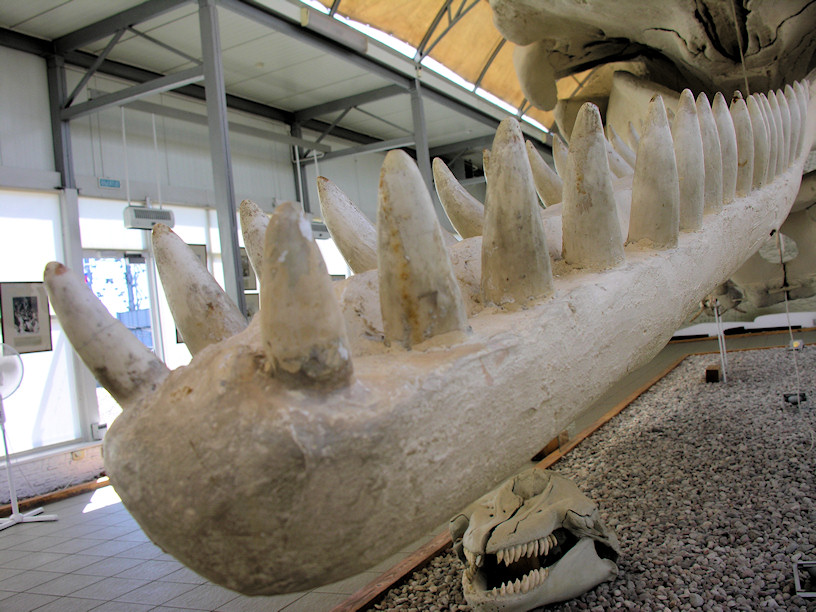
Mandibola di capodoglio

Nei vertebrati, la mandibola, o mascella inferiore è un osso che va a costituire, assieme al teschio (o calvaria), il cranio.
Nei Sarcopterigi e negli antichi tetrapodi fossili, l'osso omologo alla mandibola dei mammiferi è semplicemente la più grande delle diverse ossa che costituiscono la mascella inferiore. In tali animali, tale osso è detto osso dentale, e forma il corpo della superficie esterna della mascella inferiore. Inferiormente è bordato da una serie di ossa spleniali, mentre l'angolo della mandibola è costituito da un osso angolare, situato più in basso, e da un osso soprangolare appena sopra esso. La superficie interna della mascella inferiore è fiancheggiata da un osso prearticolare, mentre l'osso articolare forma l'articolazione con il teschio propriamente detto. Infine, un gruppo di tre sottili ossa coronoidi è situato sopra l'osso prearticolare. Come il nome stesso sottintende, la maggior parte dei denti è articolata al dentale, ma sono anche comunemente presenti dei denti sulle ossa coronoidi, e talvolta anche sul prearticolare.
Questa complessa struttura si è semplificata a diversi gradi nella maggior parte dei vertebrati, dal momento che tali ossa o si sono fuse tra loro o sono scomparse del tutto. Nei teleostei sono stati mantenuti soltanto il dentale, l'articolare e l'angolare, mentre negli anfibi tuttora viventi, il dentale è accompagnato soltanto dal prearticolare e, nelle salamandre, da uno dei coronoidi. La mandibola inferiore dei rettili possiede un solo osso coronoide e spleniale, ma mantiene tutte le altre ossa primitive, ad eccezione del prearticolare.
Mentre negli uccelli queste diverse ossa si sono fuse in un'unica struttura, nei mammiferi la maggior parte di essi è scomparsa, lasciando spazio ad un dentale di dimensioni maggiori, che va a costituire da solo la mascella inferiore, la mandibola. Come risultato di questo processo evolutivo, la primitiva articolazione della mascella inferiore, tra l'osso articolare e le ossa quadrate, è andata perduta, ed è stata rimpiazzata con un'articolazione completamente nuova, tra la mandibola e l'osso temporale (articolazione temporomandibolare). Uno stadio intermedio di questo processo evolutivo può essere visto in alcuni terapsidi, in cui entrambi i punti di articolazione sono presenti. Oltre al dentale, soltanto poche altre ossa della primitiva mascella inferiore permangono nei mammiferi: le antiche ossa articolari e quadrate sopravvivono come il martello e l'incudine dell'orecchio medio.
Infine, nei pesci cartilaginei, come gli squali, nessuna delle ossa riscontrabili nella mascella inferiore degli altri vertebrati è osservabile. Al posto di esse, la mascella inferiore di questi animali è costituita da una struttura cartilaginea omologa alla cartilagine di Meckel degli altri gruppi. Questo rimane anche un elemento significativo nella mascella di alcuni pesci ossei primitivi, quali gli storioni.